# هاري كورني
هاري كورني (بالإنجليزية: Harry Cornish)‏ (19 فبراير 1871 في المملكة المتحدة - 24 أكتوبر 1918 في الولايات المتحدة) هو لاعب كريكت بريطاني (وحمل سابقاً جنسية المملكة المتحدة لبريطانيا العظمى وأيرلندا). لعب مع نادي مقاطعة ميدلسكس للكريكت ‏.

## وصلات خارجية
- هاري كورني على موقع إي آس بي آن كريك إنفو (الإنجليزية)